# Banque de France
Pour les articles homonymes, voir BDF.
La Banque de France est la banque centrale de la France. Une institution bicentenaire, de capital privé lors de sa création le 18 janvier 1800 sous le Consulat par le général Bonaparte, elle est devenue propriété de l'État le 1er janvier 1946 lors de sa nationalisation par le général de Gaulle.
Indépendante depuis 1994, mais pour autant toujours propriété de l'État français, la Banque de France devient membre de l’Eurosystème (ainsi que du Système européen de banques centrales) en 1999.
Ses trois grandes missions sont la stratégie monétaire, la stabilité financière et les services à l'économie (traitement du surendettement, droit au compte, cotation des entreprises, médiation du crédit, accompagnement des TPE, enquêtes de conjoncture, éducation financière…). Cependant, depuis la création de l'Eurosystème, la Banque centrale européenne a pris beaucoup plus d'importance en matières de stratégie monétaire.
Le gouverneur de la Banque de France est, depuis le 1er novembre 2015, François Villeroy de Galhau.

## Missions et activités de la Banque de France
La Banque de France, avant l'entrée de la France dans l'Union économique et monétaire, était considérée comme un établissement public à caractère administratif. Elle était alors placée directement sous la tutelle du Premier ministre, qui par ordonnance du président de la République au visa de l'article 13, ainsi que de l'article 21, de la Constitution française du 4 octobre 1958, le Premier ministre étant chef administratif, lui conférait de droit la tutelle. De plus, son activité essentielle de régulation est une activité de service public administratif.
En 1994, par une loi de 1993, la banque de France devient « indépendante » du gouvernement, un an après la signature du Traité de Maastricht.
Membre du Système européen de banques centrales, le principal objectif de la Banque de France est la stabilité des prix.
Les trois grandes missions de la Banque de France sont :
- la stratégie monétaire (participation à la définition de la politique monétaire de la zone euro et mise en œuvre en France ; production et émission de monnaie ; conservation des réserves de change…) ;
- la stabilité financière (supervision financière ; bon fonctionnement des systèmes de paiement ; sécurité des dépôts des épargnants…) ;
- les services à l'économie (traitement du surendettement, droit au compte, cotation des entreprises, médiation du crédit, accompagnement des TPE, enquêtes de conjoncture, éducation financière…).

### Stratégie monétaire
La Banque de France a un stock d'or de 7 tonnes en 1811, 2 500 tonnes en 1929, 5 083 tonnes le 1er septembre 1933 (son niveau historique le plus élevé), 2 435 tonnes en 2012 (dont 100 de pièces, le reste sous forme de barres de 12,5 kg et de lingots d'1 kg), 2 437 tonnes en 2025. Ce qui fait de la France, en 2025, le 4e pays détenteur d'or au monde. Ce stock est conservé dans une immense cave de 11 000 m2 dans le sous-sol de l'hôtel de Toulouse, surnommée « la Souterraine ». Construite de mai 1924 à novembre 1927 par 1 200 ouvriers, cette « salle souterraine » à 26 mètres de profondeur et aux 658 piliers a nécessité 10 000 tonnes d'acier, 20 000 tonnes de ciment, 150 000 tonnes de sable, 150 000 m3 de remblais et constitue à l'époque le plus grand coffre-fort du monde,.
Face à la volatilité de l'or, Nicolas Sarkozy, alors ministre de l'Économie, demande à la Banque de France de vendre en 2004 plus de 580 tonnes d'or, vente échelonnée entre 2004 et 2009, mais sa pertinence est remise en cause par la Cour des comptes qui fait remarquer que la crise financière de 2007 a provoqué une envolée du cours de l'or.

#### Services à destination des particuliers
La Banque de France traite aussi les demandes de droit au compte. En 2018, elle a exercé 55 979 droits au compte auprès d'établissements de crédit.
La Banque de France maintient des fichiers d'incidents de paiement comme :
- FNCI : le fichier national des chèques irréguliers (recensement des chèques perdus ou volés) — service au nom commercial de Vérifiance[12] ;
- FCC : le fichier central des chèques (recensement des incidents de paiement) ;
- FICP : le fichier national des incidents de remboursement des crédits aux particuliers (recensement des incidents de paiement).

Elle a signé 26 conventions avec des académies et a sensibilisé 13 567 collégiens à ces questions en 2018. Elle propose aussi des services d'information comme le site « Mes questions d'argent ». Elle forme les travailleurs sociaux et organise des stages de découverte de l'entreprise pour les collégiens.
La Cité de l'Économie, lieu de sensibilisation du grand public aux questions économiques, conçue sur un modèle proche de la Cité des sciences et de l'industrie, qui a ouvert ses portes en juin 2019, contribue à cette mission de la Banque de France. La Cité de l'économie est en effet exploitée par l'association Citéco, créée par la Banque de France conjointement avec sa filiale Institut d’émission des départements d’outre-mer.
La Banque de France a aussi une activité d'inclusion sociale afin de favoriser l'insertion des personnes en situation de fragilité économique et participe au développement du microcrédit. Elle s'est engagée en octobre 2018 à apporter 5 millions d'euros au Fonds de cohésion sociale, en garantie des opérations de microcrédit, en accord avec le ministre de l'Économie.

#### Services à destination des entreprises
La Banque de France réalise des enquêtes de conjoncture et de statistiques nationales et régionales. Elle couvre également la cotation des entreprises (appréciation sur la capacité des entreprises à honorer leurs engagements financiers sur un à trois ans). En 2018, 266 730 entreprises non financières (essentiellement des PME) bénéficient d'une cotation Banque de France, qui leur est utile par exemple pour l'obtention de crédits auprès de leur banque.
Elle collecte et met à disposition des informations financières (fichier FIBEN) sur les entreprises et à ce titre a obtenu en 2007 le statut d'organisme externe d'évaluation de crédit (OEEC). La base FIBEN recense 7,6 millions d'entreprises.
Elle gère également la médiation du crédit (médiation entre les entreprises et leur banque, leur assureur crédit…). En 2018, la Banque de France a conforté 757 entreprises dans leur activité, qui représentent 10 565 emplois préservés ou confortés.
La Banque de France propose enfin des services d'accompagnement des TPE (conseil des TPE pour leur développement et leurs besoins).

#### Services à destination de l'État français
Pour l'État français, elle tient le compte et gère les moyens de paiements du Trésor et de quelques entreprises publiques. Elle gère des adjudications de titres publics. Enfin, elle élabore la balance des paiements.

#### Coopération financière internationale
La banque centrale française, à certains moments de son histoire, coopère avec des banques centrales étrangères afin de prévenir des situations dangereuses pour l'économie nationale ou la stabilité de sa monnaie. C'est par exemple le cas lors de l'épisode de la sterling trap.
Enfin, une fonction qui a pris de l'ampleur sur la période contemporaine concerne la participation de la Banque à la coopération financière internationale, notamment en représentant les intérêts de la France dans des institutions internationales comme le Fonds monétaire international, et deux composantes de la Banque mondiale : la Banque internationale pour la reconstruction et le développement et l'Association internationale de développement.
Il convient également de noter la présence de représentants de la Banque dans d'autres instances internationales : le Comité monétaire de l'Union européenne, la Banque européenne d'investissement, la Banque des règlements internationaux et le Comité monétaire de la zone euro.

### Articulation avec la BCE
Le 1er juin 1998, une nouvelle institution a été créée, la Banque centrale européenne (BCE), chargée de conduire la politique monétaire unique de la zone euro. L'ensemble formé par la BCE et les banques centrales nationales (BCN) de tous les États membres de l'Union européenne constitue le Système européen de banques centrales (SEBC).
La Banque de France a depuis perdu le monopole de la définition de la politique monétaire de la France. Elle est dorénavant articulée par la BCE, en s'appuyant sur le Conseil des gouverneurs des banques centrales nationales : « Le Système européen de banques centrales (SEBC) est chargé de définir et de mettre en œuvre la politique monétaire dans l’Union monétaire. Il se compose de la Banque centrale européenne (BCE) et des banques centrales nationales (BCN) des pays de l’Union européenne, dont la Banque de France ».
Dans le cadre du projet de création d'un euro numérique avec la banque centrale européenne, la Banque de France lance un appel d'offres en mars 2020 pour réaliser une monnaie numérique utilisant une chaîne de blocs. Huit projets sont retenus par la Banque de France en juillet 2020.

### Innovation, culture et responsabilité

#### Cahiers anecdotiques
Les Cahiers anecdotiques de la Banque de France, revue trimestrielle créée en 1997 (aujourd'hui interrompue) par Didier Bruneel, alors secrétaire général de la Banque de France, visaient à remettre en mémoire l’histoire de l’entreprise. Chaque numéro comportait des études ou des témoignages mais aussi de nombreux documents inédits puisés dans les archives de la Banque. Ils contribuaient ainsi à illustrer, du Consulat à la fin du XXe siècle, des évènements qui touchent aussi bien à l’histoire économique et financière que politique et sociale.

#### Innovation
La démarche d'innovation de la Banque de France est notamment conduite au niveau de son « Lab », un espace de 350 m2 situé rue Réaumur à Paris et qui associe une vingtaine de start-ups avec qui la Banque travaille, dans les domaines de la blockchain, de l'intelligence artificielle, des objets connectés et de la réalité virtuelle. La Banque de France est notamment la première banque centrale au monde à mettre en place une blockchain, afin de délivrer les identifiants SEPA aux banques commerciales.

#### Mécénat

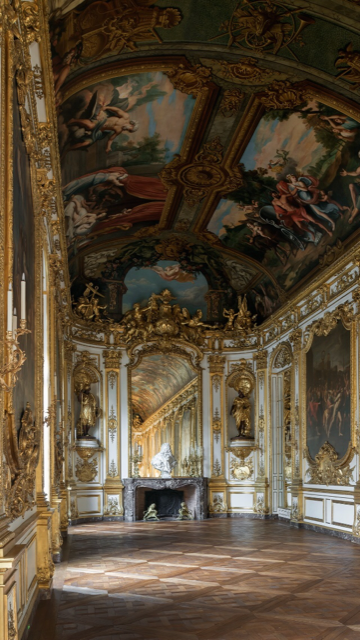
La Galerie dorée.

Les activités de mécénat de la Banque de France incluent du mécénat de recherche, du mécénat culturel et du mécénat musical.
En matière de recherche, la Banque de France soutient le département d'économie de Sciences Po pour promouvoir la recherche française en sciences économiques, la Toulouse School of Economics (séminaires de recherche en macroéconomie monétaire et d’ateliers de stabilité financière) et le projet d'open data DB.nomics,.
Le mécénat culturel inclut :
- l'ouverture des portes de la Banque de France au grand public lors des Journées européennes du Patrimoine (y compris la Galerie Dorée qui a été restaurée en 2014 et 2015), depuis 1984. Elle y a accueilli 14 000 visiteurs en 2016[31].
- l'acquisition de biens classés Trésor national ou Œuvre d'intérêt patrimonial majeur, pour participer à la préservation du patrimoine national. La Banque de France privilégie des œuvres ou des biens en relation avec son histoire ou ses missions, comme le Trésor de Cuts (ensemble de 1107 monnaies d'argent émises de la fin du Xe siècle au début du XIe siècle) au profit de la Bibliothèque Nationale de France, la table de Teschen de Johann Christian Neuber (au profit du Musée du Louvre), le portrait d'Oopjen Coppit par Rembrandt (également au profit du Musée du Louvre), ou encore les Archives Turgot (ensemble de 14000 manuscrits témoignant sur la fin de l'Ancien Régime)[32].
- le prêt de tableaux lui appartenant lors d'expositions.

En ce qui concerne le mécénat musical, la Banque de France soutient le Concert de la Loge, le Quator Combini, et donne la possibilité à l'Association des Anciens élèves et élèves des conservatoires nationaux supérieurs de musique et de danse de se produire dans la Galerie Dorée.

#### Lobbying auprès de l'Assemblée nationale
La Banque de France est inscrite comme représentant d'intérêts auprès de l'Assemblée nationale. Elle indique en 2014 que les coûts annuels liés aux activités directes de représentation d'intérêts auprès du Parlement s'élèvent à 178 801 euros. Le gouverneur de la Banque de France est auditionné une fois par an par la commission des finances de l'Assemblée nationale.

## Lois prorogeant le privilège de la Banque de France
| Date de la loi                    | Nom spécifique | Date de début                              | Date de fin                                  | Régime politique     | Réf.   |
| --------------------------------- | --- | ------------------------------------------ | -------------------------------------------- | -------------------- | ------ |
| 24 germinal an XI (14 avril 1803) | — | 1er vendémiaire an XII (24 septembre 1803) | 1er vendémiaire an XXVII (23 septembre 1818) | Consulat             | [ 35 ] |
| 22 avril 1806                     | — | 24 septembre 1818                          | 24 septembre 1843                            | Premier Empire       | [ 36 ] |
| 30 juin 1840                      | Portant prorogation du privilège de la Banque de France | 25 septembre 1843                          | 31 décembre 1867                             | Monarchie de Juillet | [ 37 ] |
| 9 juin 1857                       | Prorogeant le privilège de la Banque de France et l’autorisant à faire des avances sur les obligations du Crédit Foncier, ainsi qu’a abaisser à cinquante francs la moindre coupure de ses billets | 1er janvier 1868                           | 31 décembre 1897                             | Second Empire        | [ 38 ] |
| 17 novembre 1897                  | Portant prorogation du privilège de la Banque de France | 1er janvier 1898                           | 31 décembre 1920                             | IIIe République      | [ 39 ] |
| 20 décembre 1918                  | Portant renouvellement du privilège de la Banque de France | 1er janvier 1921                           | 31 décembre 1945                             | IIIe République      | [ 40 ] |
| 2 décembre 1945                   | Relative à la nationalisation de la Banque de France et des grandes banques et à l'organisation du crédit                                                                                          | 1er janvier 1946                           | Sans limitation                              | GPRF                 | [ 41 ] |

## Émission et entretien de la monnaie fiduciaire

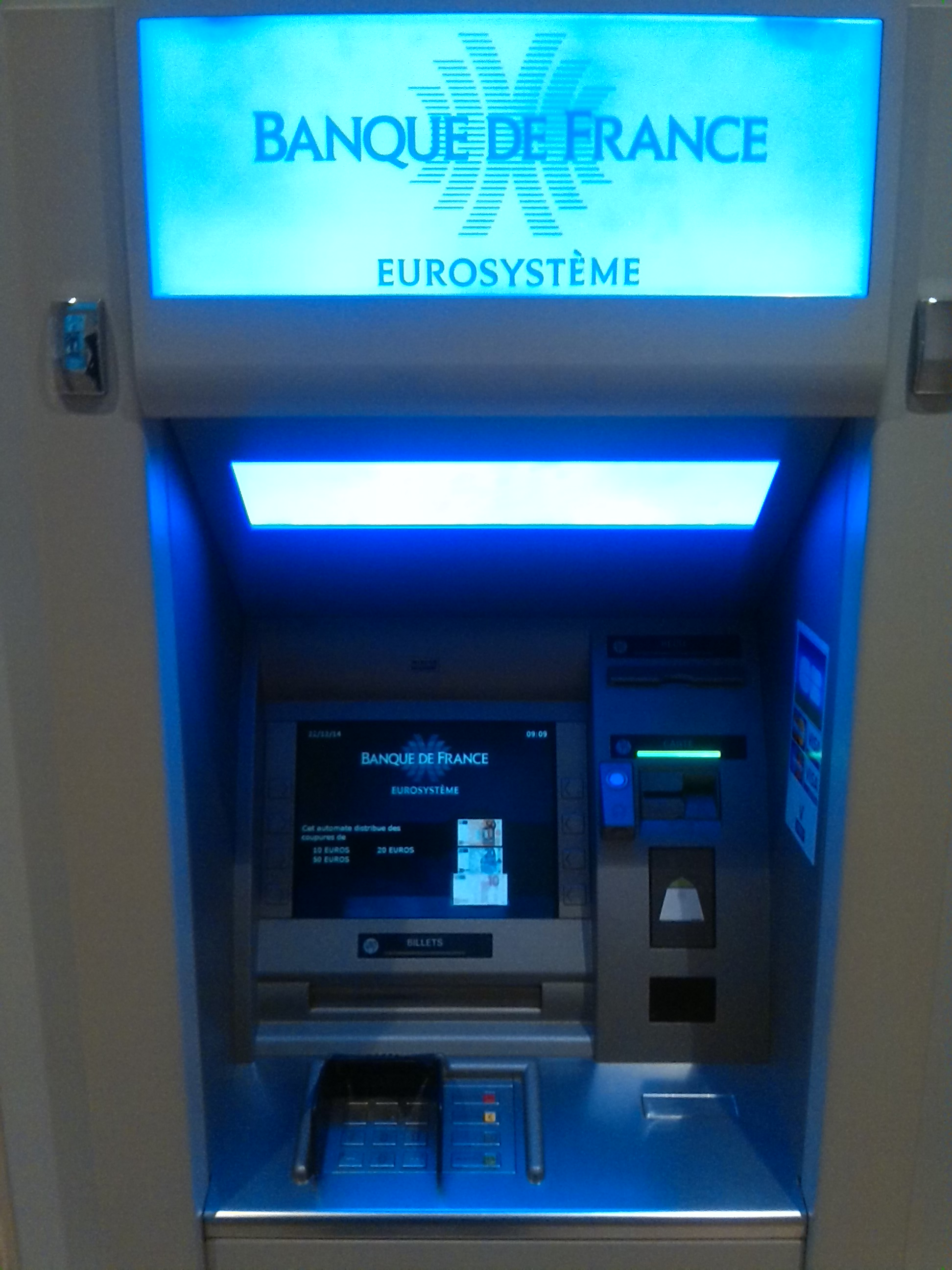
Un guichet automatique bancaire de la Banque de France

La loi du 4 août 1993, reprenant les textes antérieurs, précise que la Banque de France est seule habilitée à émettre les billets reçus comme monnaie légale sur le territoire métropolitain. Elle précise également que la banque veille à la bonne qualité de la circulation fiduciaire.

### Fabrication des billets
Depuis son origine, la Banque de France porte la plus grande attention à ses billets. Très vite, elle s'est dotée d'un outil industriel capable d'en assurer la conception et la production, pour couvrir les besoins nationaux mais également pour satisfaire, le cas échéant, ceux d'autres instituts d'émission étrangers, notamment africains. Elle a participé à la fabrication de billets européens.
Aujourd'hui encore, la Banque de France figure parmi les rares banques centrales qui assurent toutes les étapes du processus de production, de la fabrication du papier à l'impression des billets. Entreprise industrielle qui poursuit des objectifs de production et met en œuvre des compétences professionnelles spécialisées, ainsi que des matériels de haute précision, la direction générale de la fabrication des billets consacre ses efforts à la création de billets de belle facture, en nombre suffisant pour maintenir la qualité de la circulation fiduciaire.
Les deux sites industriels les fabriquant sont maintenant situés à Vic-le-Comte (papeterie) et Chamalières (imprimerie), dans le Puy-de-Dôme (Auvergne). Au XIXe siècle et jusqu'en 1923, les billets de banque étaient fabriqués à Jouy-sur-Morin (Seine-et-Marne), mais la proximité du front en 1914 rendait la situation dangereuse.
L'imprimerie de Chamalières devait être intégrée à l'usine de Vic-le-Comte à l'horizon 2022-2023, à la suite d'une décision du conseil général de la Banque de France, le 28 novembre 2016 mais cette date est ensuite repoussée à 2026.
Ce déménagement fera suite à la modernisation en cours (en 2017) de la papeterie existante et permettra de disposer de l'outil de production de billets le plus moderne de la zone euro, et du seul qui soit intégré (production du papier et imprimerie sur le même site).

### Gestion de la monnaie fiduciaire
Outre les billets fabriqués par l'imprimerie de la banque, la monnaie fiduciaire comprend les monnaies métalliques, appelées couramment monnaies divisionnaires, frappées par la Monnaie de Paris (ancienne direction des Monnaies et Médailles) (ministère de l'Économie) à Pessac et que la Banque de France met en circulation pour le compte de l'État.

#### Distribution et entretien de la circulation fiduciaire
La répartition des billets et des pièces sur l'ensemble du territoire est assurée par le siège à Paris et les succursales en région. L'Institut d'émission des départements d'outre-mer et l'Institut d'émission d'outre-mer, alimentés en coupures par la Banque de France, assurent cette distribution dans la France d'outre-mer. Le premier assure sa fonction dans les DROM ainsi qu'à Saint-Barthélemy, à Saint-Martin et à Saint-Pierre-et-Miquelon. Le second s'occupe de Wallis-et-Futuna de la Polynésie française et la Nouvelle-Calédonie.
Après avoir circulé, les billets rentrent dans les caisses de la banque. Ils sont rapidement reconnus à l'unité, afin de vérifier leur nombre et leur authenticité, et soumis à un triage destiné à éliminer ceux qui ne peuvent pas être remis en circulation en raison de leur mauvais état (billets tachés, déchirés, revêtus d'inscriptions, usés…). Ces deux opérations, reconnaissance et triage, sont le plus souvent simultanées, grâce à l'emploi de matériels de tri automatisés.
En 1996, un peu plus de 4,3 milliards de coupures ont été reversées aux guichets de la banque et triées. Cette activité permet de faire face aux besoins du public qui ne pourraient être satisfaits au seul moyen des billets neufs.
La banque entretient également la circulation des monnaies divisionnaires qui rentrent dans ses caisses. Les pièces sont vérifiées pour en extraire celles qui ne peuvent être remises en circulation (pièces fausses, détériorées, étrangères…).

#### Variations de la circulation fiduciaire
La circulation fiduciaire connaît des fluctuations qui suivent un rythme mensuel et un rythme saisonnier. Le paiement des salaires provoque, dans la dernière décade de chaque mois et les premiers jours du mois suivant, une sortie importante de coupures. Au contraire, entre le 10 et le 20 du mois, a lieu un reflux. Les banques et les comptables publics versent quotidiennement à la Banque de France les billets qu'ils ont reçus à leur caisse, mais ces versements sont plus importants au cours de cette décade.
L'amplitude des variations mensuelles est accrue par des facteurs saisonniers. La circulation augmente au moment des départs en vacances et à l'occasion des achats de fin d'année. Elle se contracte au mois de janvier et lors des principales échéances fiscales.
Ces fluctuations ne sont pas tout à fait identiques d'une année à l'autre. Elles peuvent cependant être prévues avec suffisamment d'exactitude sur une brève période de temps. Il est en revanche difficile d'évaluer de façon précise l'évolution probable, sur moyenne ou longue période, de la circulation fiduciaire. En effet, l'évolution économique générale, de même que les changements d'habitudes en matière de moyens de paiement, peuvent avoir sur celle-ci un impact non négligeable. Par ailleurs, les flux de monnaie fiduciaire varient géographiquement. Dans certaines régions, les entrées de billets à la banque excèdent les sorties alors que dans d'autres le processus est complètement inversé. La Banque de France doit donc tenir compte de ces disparités pour ses prévisions et l'approvisionnement de ses succursales.

#### Passage du franc à l'euro
Grâce à de nouveaux équipements plus performants, dont les capacités de production peuvent atteindre 1 500 millions de vignettes par an, la Banque de France a entrepris, dans les années 1990, le renouvellement de la gamme des billets commandé à Roger Pfund.
Le lancement de la coupure de 50 francs à l'effigie d'Antoine de Saint-Exupéry, le 20 octobre 1993, a marqué le départ de cette opération qui a été poursuivie, le 22 mars 1995, par l'émission du 500 francs Pierre et Marie Curie. Le billet de 200 francs à l'effigie de Gustave Eiffel a été mis en circulation le 29 octobre 1996 et, enfin, le billet de 100 francs Paul Cézanne à partir du 15 décembre 1997.
Depuis le 1er janvier 2002, la circulation des billets en euro a remplacé les billets de la Banque de France. Les billets en euro imprimés en France comportent la lettre « U » devant leur numéro de série.

## Organisation et gouvernance

### Gouvernance

#### Gouverneur et sous-gouverneurs
Le gouverneur est nommé par le président de la république. Le gouverneur actuel est François Villeroy de Galhau depuis le 1er novembre 2015. François Villeroy de Galhau siège aussi à la Banque centrale européenne (BCE).
Denis Beau est premier sous-gouverneur depuis le 17 janvier 2018. Agnès Bénassy-Quéré est la seconde sous-gouverneure depuis le 27 février 2023.
Ces postes offrent des conditions particulièrement avantageuses ; la rémunération totale du second sous-gouverneur s’élève à 292 215 euros brut par an, soit 24 351,25 euros par mois, avec une garantie de salaire d'une durée de trois ans en cas de départ à la retraite ou pour une activité non rémunérée, comme le gouverneur et le premier sous-gouverneur, selon l'article L142-8 du Code monétaire et financier.
Le comité de direction est placé sous la présidence du gouverneur. Cinq comités assurent la gestion opérationnelle de la Banque de France. 
La Banque de France est organisée en 95 succursales départementales, auxquelles sont rattachées 19 antennes économiques et 2 centres de traitement du surendettement. Elle compte également 74 bureaux d’accueil et d’information du public dans des villes où elle ne dispose pas d'une implantation permanente.
La gouvernance de la Banque de France, relativement aux risques psycho-sociaux,  est mise en cause par un rapport d'experts en avril 2024,.

### Filiales et entités de la Banque de France
La banque de France compte notamment dans son périmètre :
- L'Autorité de contrôle prudentiel et de résolution (ACPR), présidée par François Villeroy de Galhau, chargée de la surveillance de l'activité des banques et des assurances en France.
- L’Institut d’émission des départements d’outre-mer (IEDOM), qui assure le rôle de banque centrale dans les départements et collectivités d’outre-mer.
- Victoires Paiements, groupement d’intérêt économique qui rassemble la Banque de France et la Caisse des dépôts et consignations, qui a pour mission de traiter les moyens de paiement de masse.
- Europafi, pôle public papetier au sein de l'Eurosystème, créé en octobre 2015, qui vise à faire de la papeterie de Vic-le-Comte le principal producteur public de papier fiduciaire de la zone euro. Il réunit quatre banques centrales partenaires dans son capital.
- BDF Gestion, filiale de gestion d’actifs de la Banque de France, créée en décembre 1995.
- La Cité de l'économie et de la monnaie, exploitée par l'association Citéco, créée par la Banque de France et l'IEDOM.

## Chiffres-clé
Les principaux chiffres-clé de la Banque de France en 2019 :
- Salariés équivalent temps plein : 9 857
- Succursales : 95
- Résultat ordinaire avant impôt : 6,5 milliards d'euros
- Dividende reversé à l'État français : 6,1 milliards d'euros
- Stock d'or de la France : 2 436 tonnes

### Évolution des effectifs de la Banque de France
L'évolution des effectifs de la Banque de France est connue à travers les rapports annuels de l'institution, qui détaillent le nombre de salariés au 31 décembre de chaque année, exprimé en équivalent temps plein.

### Référénces
1. ↑  « International reserves » [archive du 7 mars 2023], sur webstat.banque-france.fr (consulté le 22 juin 2025)
2. ↑  https://www.legifrance.gouv.fr/loda/id/LEGITEXT000006072686/2022-04-14
3. ↑  « LA REFORME DU STATUT DE LA BANQUE DE FRANCE », sur LExpansion.com, 20 décembre 1993 (consulté le 20 mai 2020)
4. ↑  « Les missions de la Banque de France », Banque de France, 22 novembre 2016 (consulté le 11 juillet 2018)
5. ↑  « La Banque de France et son nouveau statut », sur Revue de l'Euro, 10 février 2017 (consulté le 4 février 2024)
6. ↑  « Journal officiel de l'Union européenne », sur ecb.europa.eu, 7 juin 2016 (consulté le 6 août 2018)
7. ↑  « Une institution indépendante et de confiance », sur Banque de France (consulté le 24 novembre 2024)
8. ↑  Didier Bruneel, Les secrets de l'or, Le Cherche Midi, 2012, 206 p. (ISBN 978-2-7491-2189-5 et 2-7491-2189-2)
9. ↑  « Quelle quantité d'or la France possède-t-elle dans son "Fort Knox" en plein Paris et à quoi sert ce magot? » , BFMTV, 1er mars 2025 (consulté le 1er mars 2025)
10. ↑  Katia Clarens, « À la Banque de France 100 milliards d'euros en sous-sol », sur Le Figaro, 23 mai 2012
11. 1 2  « Banque de France - Rapport annuel 2018 », sur Banque de France, 2019 (consulté le 4 avril 2019)
12. ↑  Site web de Vérifiance
13. ↑  « Mes questions d'argent | Mieux comprendre pour mieux décider », sur Mes questions d'argent (consulté le 16 septembre 2018)
14. 1 2  « Banque de France – Rapport annuel 2017 », sur Banque de France, 2018 (consulté le 16 septembre 2018)
15. ↑  « La Cité de l'économie et de la monnaie baptisée "Citéco" ouvrira en 2018 », Culturebox,‎ 6 décembre 2016 (lire en ligne, consulté le 16 septembre 2018)
16. ↑  « France: l'inclusion bancaire progresse à petits pas », sur Capital.fr, 12 juin 2018 (consulté le 9 avril 2019)
17. ↑  « Comprendre la cotation Banque de France », Banque de France,‎ 11 octobre 2016 (lire en ligne, consulté le 16 septembre 2018)
18. ↑  « MEDIATEURCREDIT - Accueil | Le portail des ministères économiques et financiers », sur Banque de France (consulté le 16 septembre 2018)
19. ↑  « La Banque de France se lance dans l'accompagnement des TPE », chefdentreprise.com,‎ 3 octobre 2016 (lire en ligne, consulté le 16 septembre 2018)
20. ↑  (en) Stijn Claessens, Simon J. Evenett et Bernard M. Hoekman, Rebalancing the Global Economy: A Primer for Policymaking, CEPR, août 2010 (ISBN 978-1-907142-11-6, lire en ligne)
21. ↑  « « La BCE en quête d'idées… » enfin un grand moment pour l'Europe ? », sur Direct Droit, 18 avril 2013 (consulté le 12 novembre 2014)
22. ↑  « Le système européen des Banques centrales et la Banque centrale européenne », sur Banque de France (consulté le 10 avril 2012)
23. ↑  « Un euro numérique », sur BCE, 9 novembre 2020 (consulté le 12 décembre 2020).
24. ↑  Banque de France, « Appel à candidature - Expérimentations de monnaie digitale de banque centrale », sur Banque de France, 27 mars 2020 (consulté le 12 décembre 2020).
25. ↑  « Monnaie numérique : la Banque de France s’entoure d’une dizaine de projets pour tester des usages », La Tribune, 25 juin 2020 (consulté le 16 décembre 2020).
26. ↑  « Liste des candidatures retenues pour les expérimentations de monnaie digitale de banque centrale (MDBC) », sur Banque de France, 20 juillet 2020 (consulté le 16 décembre 2020).
27. ↑  « La Banque de France s’aventure dans l’univers start-up », Le Monde.fr,‎ 24 février 2018 (lire en ligne, consulté le 16 octobre 2018)
28. ↑  « Blockchain : la Banque de France veut être à l'avant-garde de l'innovation financière », sur lesechos.fr (consulté le 16 octobre 2018)
29. ↑  (en-US) « DB.nomics », sur db.nomics.world (consulté le 16 septembre 2018)
30. ↑  « Journées du patrimoine : le palmarès des monuments les plus visités », sur La Croix, 19 septembre 2016 (consulté le 16 octobre 2018)
31. 1 2  « Mécénat culturel », Banque de France,‎ 15 novembre 2016 (lire en ligne, consulté le 16 octobre 2018)
32. ↑  « Tableau des représentants d'intérêts », sur assemblee-nationale.fr (consulté le 14 octobre 2016)
33. ↑  « Compte rendu de réunion de la commission des finances, de l'économie générale et du plan », sur assemblee-nationale.fr (consulté le 16 octobre 2018)
34. ↑  Loi du 24 germinal an XI (14 avril 1803) (lire en ligne )
35. ↑  Loi du 22 avril 1806 (lire en ligne )
36. ↑  Loi du 30 juin 1840 portant prorogation du privilège de la Banque de France (lire en ligne )
37. ↑  Loi du 31 décembre 1897 prorogeant le privilège de la Banque de France et l’autorisant à faire des avances sur les obligations du Crédit Foncier, ainsi qu’a abaisser à cinquante francs la moindre coupure de ses billets (lire en ligne )
38. ↑  Législation résultant de la prorogation du privilège de la Banque de France, 1898 (lire sur Wikisource), Loi du 17 novembre 1897 portant prorogation du privilège de la Banque de France
39. ↑  Loi du 20 décembre 1918 portant renouvellement du privilège de la Banque de France (lire en ligne )
40. ↑  Loi no 45-15 du 2 décembre 1945 relative à la nationalisation de la Banque de France et des grandes banques et à l'organisation du crédit
41. ↑  « Banque de France : le déménagement l'imprimerie de Chamalières à Vic-le-Comte confirmé », sur lamontagne.fr, 10 février 2017 (consulté le 31 mars 2017)
42. ↑  « L'imprimerie de la Banque de France déménagera à Vic-le-Comte en 2026 », sur francebleu.fr (consulté le 30 juillet 2022)
43. ↑  Étienne Keroyant et Florent Nicol, La Banque de France, Humensis, 3 janvier 2024 (ISBN 978-2-7154-2016-8, lire en ligne)
44. ↑  Décret du 30 septembre 2015 portant nomination du gouverneur de la Banque de France - M. VILLEROY de GALHAU (François)
45. ↑  « « La France vit au-dessus de ses moyens », selon le gouverneur de la Banque de France », sur Ouest France, 23 novembre 2024 (consulté le 24 novembre 2024)
46. ↑  « Biographies des membres du conseil général », Banque de France,‎ 9 décembre 2016 (lire en ligne, consulté le 20 novembre 2017)
47. ↑  « Agnès Bénassy-Quéré, nouvelle sous-gouverneure de la Banque de France », 8 février 2023
48. ↑  Luc Peillon, « Combien gagne Sylvie Goulard à la Banque de France ? », sur Libération (consulté le 19 février 2021)
49. ↑  Frantz Durupt, « Suicides, stress, réorganisations… La direction de la Banque de France mise en cause par un rapport d’experts », sur Libération (consulté le 23 avril 2024)
50. ↑  « A la Banque de France, la « résonance » douloureuse de suicides de salariés », Le Monde.fr,‎ 23 avril 2024 (lire en ligne, consulté le 23 avril 2024)
51. ↑  « Rapport annuel 2019 », sur Banque de France, 19 juin 2020 (consulté le 18 décembre 2020)